# Zadni Groń
Zadni Groń (728 m n.p.m.) – kopcowate, zalesione wzniesienie w Beskidzie Śląskim, w ramieniu Kozińców na terenie miasta Wisły.
Wzniesienie to wyrasta na północny wschód od Kubalonki i opada swym północno-wschodnim stokiem nad jezioro zaporowe w Wiśle Czarnem – Jezioro Czerniańskie. Stok północno-wschodni opada do potoku Macówka. Południowe i wschodnie stoki Zadniego Gronia trawersuje wąska szosa z doliny Czarnej Wisełki na przełęcz Szarculę i dalej na przełęcz Kubalonkę. Na północno-wschodnim stoku Zadniego Gronia, na wysokości 610–650 m n.p.m., przy wielkim zakolu tej szosy kompleks zabudowań tzw. Zameczku.